# 高野素十
高野 素十（たかの すじゅう、1893年（明治26年）3月3日 - 1976年（昭和51年）10月4日）は、茨城県出身の日本の俳人・医師。学位は、医学博士。高浜虚子に師事。虚子の唱えた「客観写生」を忠実に実践、簡潔で即物的な写生句で頭角を現し、山口誓子、阿波野青畝、水原秋桜子とともに「ホトトギスの四S」と称された。「芹」主宰。本名：高野与巳（よしみ）。

## 生涯
1893年、茨城県北相馬郡山王村（現・取手市神住）に生まれる。農家の長男で、小学校卒業まで利根川とその支流小貝川に囲まれた美しい田園地帯で育った。1905年、新潟県長岡市に住む叔父のもとに寄宿し新潟県立長岡中学校に入学。第一高等学校を経て、1913年に東京帝国大学医学部に入学。
1918年大学卒業。法医学教室に入局し、法医学および血清学を専攻する。同じ教室の先輩に水原秋桜子がおり、秋桜子の勧めで1923年より句作を開始。なお医学部教室毎の野球対抗戦では、素十が投手、秋桜子が捕手でバッテリーを組むなどしている。同年より東大俳句会に所属、「ホトトギス」12月号において初投句にして4句が入選。1926年には初巻頭を取り、やがて秋桜子、山口誓子、阿波野青畝とともに「四S」として知られるようになる。
1929年、医学研究に専念するため一時句作を中断。1932年に再開。同年、新潟医科大学（現・新潟大学医学部）助教授となり、ドイツのハイデルベルク大学に留学。帰国後の1935年、新潟医科大学法医学教授に就任、新潟市に住む。1936年、論文「パラチフス腸炎菌属菌種の鑑別用免疫血清(独文) 」 により医学博士。のち新潟医科大学第6代学長も務めた。1953年、新潟医科を定年退官。奈良県立医科大学法医学教授に就任し奈良県高取町に移住。また「桐の葉」雑詠選者となる。1954年、大阪毎日俳壇選者。京都市山科区に移住。1957年、「桐の葉」選者を辞し「芹」創刊・主宰。1960年、奈良県立医科大学を退職。
1970年5月、軽い脳溢血により入院。9月号から翌年5月号まで「芹」を休刊。1972年、神奈川県相模原市に移住。1976年8月、前立腺肥大症のため入院。11月号をもって「芹」を終刊。同年10月4日、自宅にて死去。83歳。千葉県君津市の神野寺に葬られた。戒名は山王院金風素十居士。

## 作品
代表的な句に、
- 方丈の大庇より春の蝶（『初鴉』）
- くもの糸ひとすぢよぎる百合の前
- ひつぱれる糸まつすぐや甲虫
- 甘草の芽のとびとびのひとならび
- 翅わつててんたう虫の飛びいづる
- づかづかと来て踊子にささやける
- 空をゆく一とかたまりの花吹雪（『雪片』）

などがある。虚子の説く「客観写生」の最も忠実な実践者とされ、省略・単純化の技巧を駆使して自然界を即物的に描写した。その写生は「客観写生」を突き詰めた「純客観写生」とも呼ばれる。また特に近景の描写に意を尽くしているのが特徴で、これは大正期の「ホトトギス」の俳人が遠景と近景を組み合わせて句を構成したのと対照的である
高浜虚子は「秋桜子と素十」（『ホトトギス』1928年11月）において、秋桜子の主情的な句と素十の純客観写生的な句を比較し、「厳密なる意味に於ける写生と云ふ言葉はこの素十君の句の如きに当て嵌まるべきものと思ふ」として素十により高い評価を与えた。これらのことは1931年、秋桜子が「客観写生」の理念を「自然の真と文芸上の真」（『馬酔木』1931年10月号）において批判し「ホトトギス」を離脱する原因となり、ひいてはこれに続く新興俳句運動がはじまるきっかけともなった。
「自然の真と文芸上の真」では、上掲の「甘草の芽の」の句が非近代的な句として批判されており、これによって素十のような客観写生派の句に対する「草の芽俳句」という揶揄も生まれた 。しかし山本健吉は、素十の句を「単純化の極致」と評し、「素十の成功した句は他の誰よりも俳句というジャンルの固有の方法をつかんでおり、いわばその俳句そのものというべきであって、現代俳句の大高峰をなしている」とする。
句法的な特徴としては、取り合わせによる句が少ないこと、「や」「かな」などの切れ字をあまり用いず、名詞止めや動詞現在形によって終止する句が多いことなどが挙げられる。後者については四Sの秋桜子、山口誓子とも共通するが、山本健吉はこの二人が意識的に切れ字を避けたのに対し、素十の場合は徹底した写生が切れ字による紋切型を取らせなかったのだろうとしている。このほか健吉は、芭蕉のような境涯性のある俳句とは対照的に、生活と芸術とがはっきり分断されていることをその特徴の一つとして挙げている。

## 著書
- 『初鴉 句集』菁柿堂, 1947
- 『雪片 高野素十句集』新甲鳥, 1952
- 『野花集 句集』(昭和俳句叢書 新甲鳥, 1953
- 『山科便り』踏青会, 1969
- 『素十全集』全4巻　明治書院、1970-71

第1巻 (俳句編)
第2-3巻 (句評編)
第4巻 (文章編)
- 『素十全句集』永田書房, 1979.12
- 『高野素十自選句集 改訂新装版』村松紅花[ほか]編. 永田書房, 1992.4
- 『空 高野素十句集』倉田紘文編. ふらんす堂文庫, 1993.8
- 『高野素十』倉田紘文 編著. (蝸牛俳句文庫 蝸牛社, 1997.1
- 『高野素十『初鴉』全評釈』倉田紘文 著. 文學の森, 2011.10
- 『素十の一句 (365日入門シリーズ 日原傳 著. ふらんす堂, 2013.10

## 関連文献
- 倉田紘文 『高野素十研究』 永田書房、1975年
- 倉田紘文編 『昭和俳句文学アルバム 高野素十の世界』 梅里書房、1989年
- 村松紅花編 『素十俳句365日』梅里書房、1991年
- 倉田紘文 『高野素十』 蝸牛俳句文庫、1997年
- 倉田紘文『高野素十『初鴉』全評釈』 文學の森、2011年
- 日原傳 『素十の一句』 ふらんす堂、2013年